# Anatol Stefanowitsch
Anatol Stefanowitsch (ur. 1970 w Berlinie) – niemiecki językoznawca, anglista.

## Życiorys
Studiował anglistykę, lingwistykę oraz glottodydaktykę na Uniwersytecie Hamburskim. W 2001 r. doktoryzował się na Uniwersytecie Rice’a, gdzie przedstawił pracę Constructing causation: A construction grammar approach to analytic causatives. Następnie pracował jako docent wizytujący na Uniwersytecie Południowej Danii. W 2002 r. został adiunktem, a w 2008 r. profesorem zwyczajnym anglistyki i lingwistyki w Instytucie Językoznawstwa Ogólnego i Stosowanego na Uniwersytecie w Bremie. W 2010 r. przyznano mu posadę profesora językoznawstwa anglistycznego na Uniwersytecie Hamburskim. W 2012 r. został zatrudniony na Wolnym Uniwersytecie Berlińskim.

## Wybrana twórczość
- Constructing causation: A construction grammar approach to analytic causatives (2001)
- Eine Frage der Moral. Warum wir politisch korrekte Sprache brauchen (2018)